# Palicus depressus
Palicus depressus är en kräftdjursart som först beskrevs av M. J. Rathbun 1897.  Palicus depressus ingår i släktet Palicus och familjen Palicidae. Inga underarter finns listade i Catalogue of Life.